# Tâmboești
Tâmboești è un comune della Romania di 3 033 abitanti, ubicato nel distretto di Vrancea, nella regione storica della Muntenia.
Il comune è formato dall'unione di 5 villaggi: Pădureni, Pietroasa, Slimnic, Tâmboești, Trestieni.
Nel 2004 si è staccato da Tâmboești il villaggio di Obrejița, andato a formare un comune autonomo.